# ساعت بلادرنگ
یک ساعت بلادرنگ، نوعی ساعت کامپیوتری (معمولا به شکل یک مدار مجتمع) است که زمان فعلی را نگهداری می‌کند.
این عبارت اغلب اشاره به کامپیوترهای شخصی، سرورها و سامانه‌های نهفته دارد؛ اما ساعت‌های بلادرنگ تقریباً در همه انواع دستگاه‌های الکترونیکی که نیاز به نگهداری زمان دقیق دارند، به کار می‌روند.

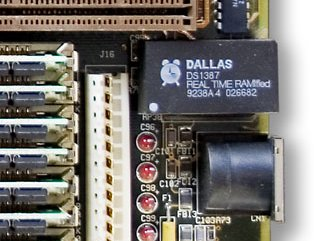
یک ساعت بلادرنگ که توسط Dallas Semiconductor ساخته شده و در کامپیوترهای قدیمی به کار رفته‌است.

## واژه‌شناسی
مفهوم عبارت «ساعت بلادرنگ» نباید با «ساعت‌های سخت‌افزاری» اشتباه گرفته شود. ساعت‌های سخت‌افزاری در واقع سیگنال‌هایی هستند که مدارهای الکترونیکی دیجیتال را کنترل می‌کنند. این ساعت‌ها زمان را به روشی متفاوت با شمارشِ انسان در نظر می‌گیرند. همچنین نباید ساعت‌های بلادرنگ را با «رایانش بلادرنگ» اشتباه گرفت.

## اهداف
نگهداری زمان می‌تواند بدون استفاده از ساعت بلادرنگ نیز انجام شود؛ اما استفاده از این ساعت‌ها مزایای دیگری نیز دارد که از جمله آن‌ها می‌توان به موارد زیر اشاره کرد:
· مصرفِ کمِ برق (که در صورت استفاده از برق متناوب اهمیت دارد)
· آزادسازی سیستم اصلی برای انجام وظایفِ حساس به زمان
· دقیق‌تر بودن نسبت به روش‌های دیگر (در بعضی موارد)
یک گیرندهٔ سامانه موقعیت‌یاب جهانی می‌تواند با مقایسهٔ زمان فعلی (بر حسب ساعت بلادرنگ) و زمانی که آخرین سیگنال را دریافت کرده‌است، زمان راه‌اندازی خود را کوتاه‌تر کند. اگر کمتر از چند ساعت سپری شده باشد، اطلاعات جغرافیایی قبلی همچنان قابل استفاده خواهد بود.

## منبع انرژی
ساعت‌های بلادرنگ معمولاً یک منبع برق ثانویه دارند. بدین وسیله قادر هستند در شرایطی که منبع برق اولیه از کار بیفتد یا در دسترس نباشد، به نگه‌داری زمان ادامه دهند. این منبع برق ثانویه در سیستم‌های قدیمی معمولاً یک باتری لیتیمی است؛ اما برخی سیستم‌های جدید از ابرمخزن به عنوان منبع برق ثانویه استفاده می‌کنند.زیرا ابرمخزن‌ها قابلیت شارژ مجدد دارند و می‌توانند لحیم‌کاری شوند. منبع برق ثانویه همچنین می‌تواند به حافظه غیرمجاز BIOS نیز برق برساند.

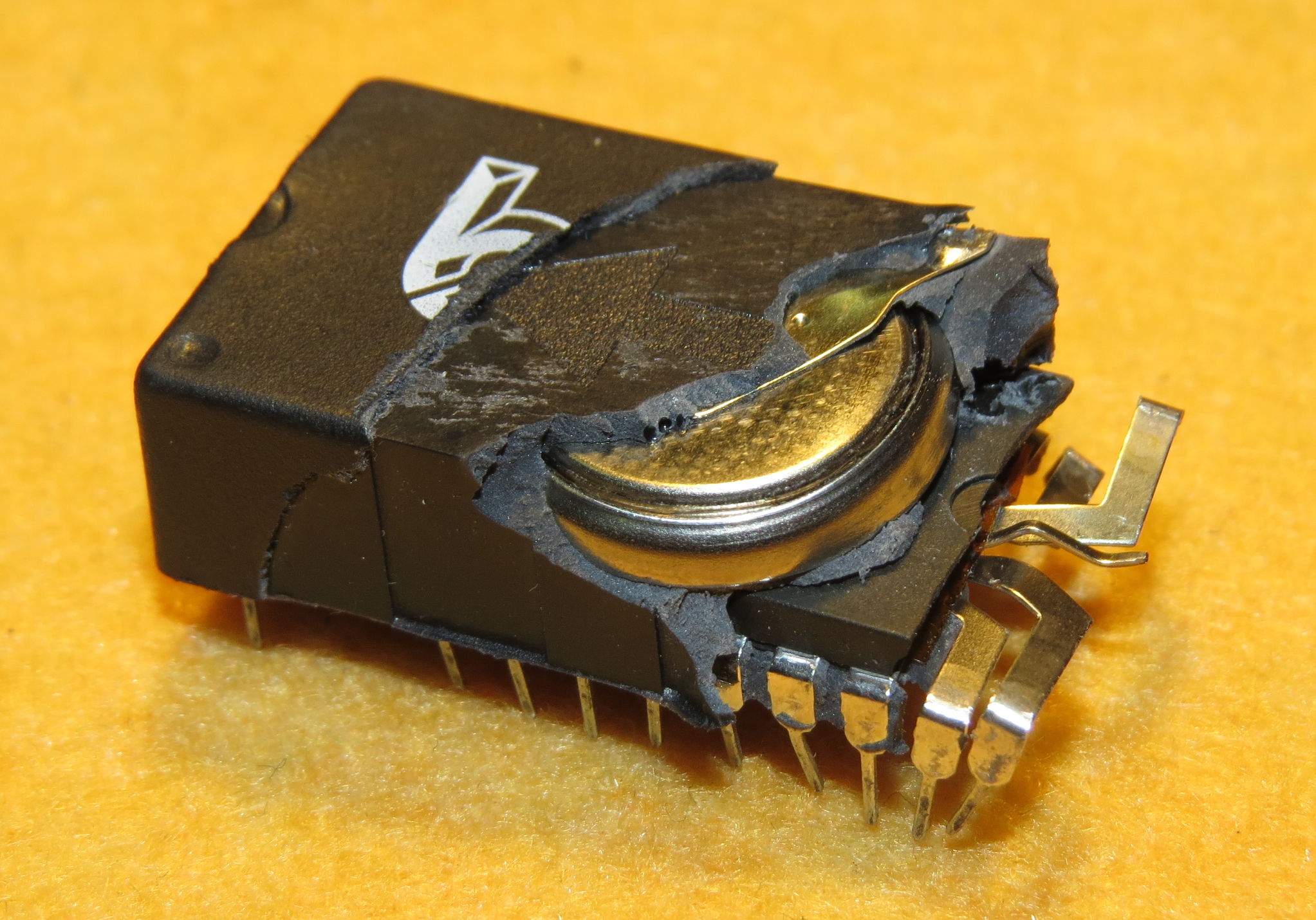
یک باتری لیتیمی استفاده‌شده در مدار مجتمع یک ساعت بلادرنگ

## زمان‌بندی
بیشتر ساعت‌های بلادرنگ از یک نوسان‌ساز کریستال استفاده می‌کنند. ولی برخی از آن‌ها قابلیت استفاده از فرکانس خط قدرت را نیز دارند. در بسیاری از موارد، فرکانس نوسان‌ساز برابر ۳۲٫۷۶۸ کیلوهرتز است. این همان فرکانسی است که در ساعت‌های کوارتز به کار می‌رود و به دلایل مشابه، مانند اینکه فرکانس دقیقاً 215 سیکل در ثانیه است، نرخی مناسب برای استفاده در مدارهای شمارنده دودویی ساده است.
بسیاری از مدارهای مجتمع ساعت‌های بلادرنگ دارای دقتی کمتر از ۵ قسمت در میلیون هستند. در عمل این دقت برای ناوبری آسمانی (کار متداول یک کرونومتر) مناسب است. در سال ۲۰۱۱، ساعت‌های اتمی در مقیاس تراشه اختراع شدند. گرچه این ساعت‌ها گرانتر هستند، اما قادر به نگه‌داری زمان در حد ۱۰۰ نانوثانیه می‌باشند.

## مثال‌ها
بسیاری از تولیدکنندگان مدارهای مجتمع، اقدام به ساخت ساعت‌های بلادرنگ کرده‌اند. برخی از این تولیدکنندگان عبارتند از: Epson, Intersil, IDT, Maxim, NXP Semiconductors, Texas Instruments, STMicroelectronics و Ricoh.
ساعت‌های بلادرنگ سازگار با کامپییوتر اولین بار در سال ۱۹۸۴ میلادی توسط IBM PC/AT در Motorola MC146818 به کار برده شدند. بعدها، Dallas Semiconductor ساعت‌های بلادرنگِ سازگاری را تولید کرد که اغلب در کامپیوترهای شخصی قدیمی‌تر به کار برده می‌شدند و امروزه به دلیل black battery cap و silkscreened logo متمایزشان به سادگی در بردهای اصلی یافت می‌شوند. در سیستم‌های جدیدتر، ساعت‌های بلادرنگ در پل جنوبی تعبیه شده‌اند. بعضی از ریزکنترل‌گرها، مخصوصاً آن‌هایی که ویژگی‌های اضافی زیادی دارند، شامل یک ساعت بلادرنگ توکار هستند.

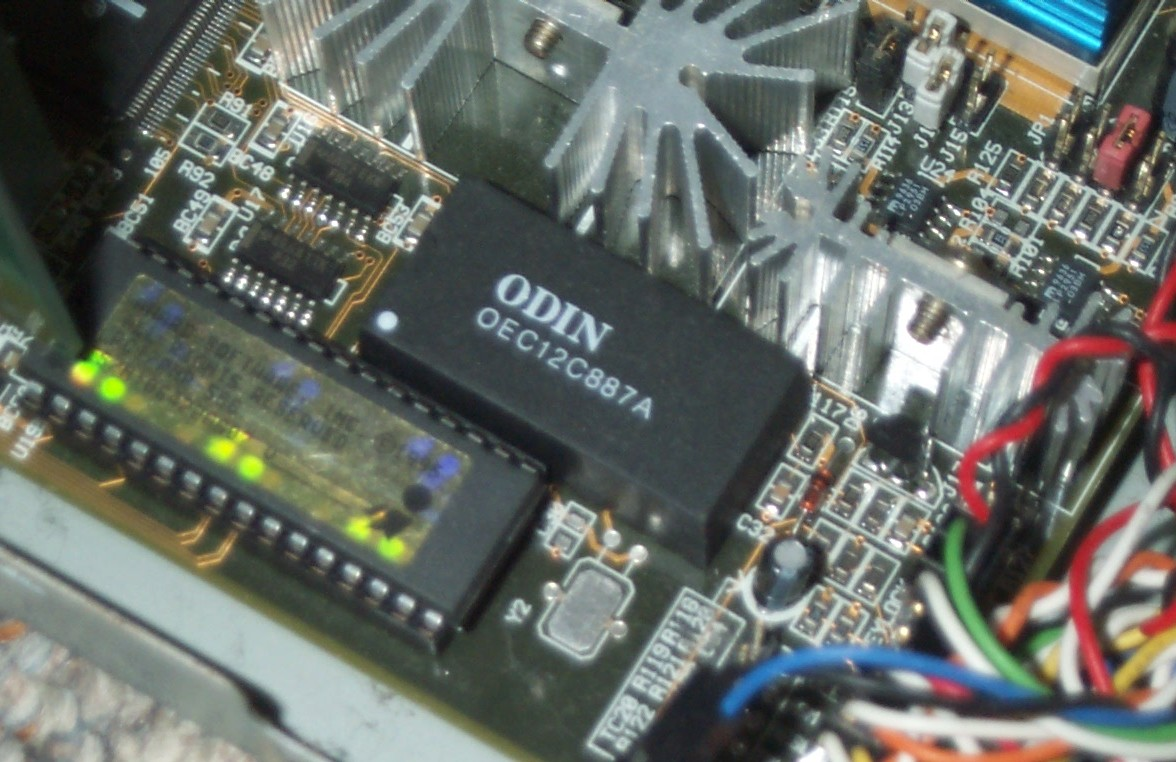
این تراشه که نام آن ODIN است، یکی از انواع معادل یک ساعت بلادرنگ خاص تولیدشده توسط Dallas است.

### ساعت‌های بلادرنگ مبتنی بر رادیو
برخی از کامپیوترهای مدرن، اطلاعات ساعت را از طریق رادیوی دیجیتال دریافت می‌کنند و از آن برای ارتقای استانداردِ زمانی استفاده می‌نمایند. دو روش متداول وجود دارد: بیشتر پروتکل‌های تلفن همراه (مانند LTE) مستقیماً زمان محلی فعلی را ارائه می‌کنند. اگر اینترنت رادیویی در دسترس باشد، یک کامپیوتر می‌تواند از پروتکل زمانی شبکه استفاده نماید. کامپیوترهایی که گاهی به عنوان سرویس‌دهنده‌های زمان محلی استفاده می‌شوند، از GPS یا پخش رادیویی با فرکانس بسیار کم که توسط سازمان ملی استاندارد ارائه می‌شود (مثلا یک ساعت رادیویی) استفاده می‌کنند.

### ساعت‌های بلادرنگ تاریخی
بعضی طراحی‌های قدیمی کامپیوتر مانند Nova و PDP-8، از نوعی از ساعت بلادرنگ استفاده می‌کردند که به دقت بالا، سادگی، انعطاف و قیمت ارزانش مشهور بود. منبع تغذیه کامپیوتر یک پالس را در ولتاژ منطقی برای هر دو موج نزولی یا هر عبور صفر از منبع برق AC تولید می‌کند. یک سیم پالس را به یک وقفه منتقل می‌کند. نرم‌افزار اداره‌گر وقفه، سیکل‌ها، ثانیه و … را می‌شمارد. بدین طریق، می‌تواند یک ساعت یا یک تقویم کامل را در اختیار بگذارد.
این نوع ساعت همچنین به‌طور معمول اساس زنجیره‌های زمانی نرم‌افزارهای کامپیوتر را تشکیل می‌داد. برای مثال، معمولاً تایمر برای تغییر وظایف در یک سیستم عامل استفاده می‌شد. تایمرهای شمارنده که در کامپیوترهای امروزی به کار رفته‌اند، ویژگی‌های مشابه را با دقت کمتری فراهم می‌کنند و ممکن است ردپای نیازمندی‌هایشان را در این نوع ساعت‌ها ببینید. (برای مثال، در PDP-8 که نوعی ساعت مبتنی بر مبادله است، مدل DK8EA در ابتدا عرضه شد و بعدها یک ساعت کریستال به نام DK8EC بر مبنای آن وارد بازار شد).
ساعت مبتنی بر نرم‌افزار را باید هر بار که کامپیوتر روشن می‌شود، تنظیم کرد. در ابتدا این کار توسط اپراتور کامپیوتر انجام می‌شد. از زمانی که اینترنت فراگیر شد، پروتکل‌های زمانی شبکه برای تنظیم این ساعت‌ها به صورت خودکار به کار گرفته شدند.
در اروپا، آمریکای شمالی و برخی دیگر از مناطق، این ساعت بلادرنگ کار می‌کند. زیرا فرکانس برق مستقیم تنظیم شده‌است تا یک دقت فرکانس طولانی مدت به خوبی ساعت‌های استاندارد ملی داشته باشد. بدین نحو که در این مناطق، این ساعت بلادرنگ، بهتر از ساعت‌های کوارتز کار می‌کند و هزینه کمتری نیز دارد.
طراحی ساعت‌های بلادرنگ در کامپیوترهای قابل حمل و مناطقی که برق مستقیم تعدیل نمی‌شود (مثلا جنوب آسیا)، عملی نیست. همچنین تنظیم این ساعت بدون دسترسی به اینترنت ساده نیست.

## واحدهای پردازشگر مرکزی فاقد ساعت
بعضی از بردهای اصلی کامپیوتر، بدون ساعت‌های بلادرنگ ساخته می‌شوند. عدم استفاده از ساعت بلادرنگ می‌تواند برای صرفه‌جویی در هزینه‌ها (مانند معماری سیستم Raspberry Pi) یا عدم نیاز به آن‌ها (مانند معماری سیستم Arduino) باشد.